# Karl Hummel (Geologe)
Karl Hummel (* 14. Oktober 1889 in Karlsruhe; † 7. April 1945 bei Lanzenhain) war ein deutscher Geologe, Paläontologe und Hochschullehrer.

## Leben
Hummel studierte 1909/1910 in Freiburg im Breisgau und München zwei Semester Medizin, wechselte dann aber zur Geologie und Paläontologie. 1913 wurde er in Freiburg bei Wilhelm Deecke in Paläontologie zum Dr. phil. promoviert und arbeitete kurz als wissenschaftlicher Assistent.
Am Ersten Weltkrieg nahm er als Leutnant der Feldartillerie und als Wehrgeologe teil. Anschließend war Hummel wieder als wissenschaftlicher Assistent in Freiburg und ab 1920 am Geologischen Institut der Universität Gießen tätig. Es folgten Ernennungen zum Privatdozenten (1920), außerplanmäßigen (1924) und planmäßigem Professor (1936). Ab 1934 leitete er das Geologische Institut. Im Zweiten Weltkrieg war er wieder Artillerieoffizier und Wehrgeologe und fiel kurz vor Kriegsende.
Hummel war 1931 der SA und zum 1. Februar 1932 der NSDAP beigetreten (Mitgliedsnummer 934.453). In Gießen wurde er Dozentenschaftsführer.

## Bedeutung
Die NDB hebt neben zahlreichen wissenschaftlichen Veröffentlichungen über tektonische Untersuchungen, Vulkanismus, Stratigraphie, Sedimentbildungsvorgänge, Lagerstättengeologie sowie Paläontologie zwei Beiträge Hummels heraus. Zum einen führte er 1922 den Begriff Halmyrolyse für die „untermeerische Verwitterung, Mineralzerstörung und -neubildung“ ein. Zum anderen setzte er sich kritisch mit Hanns Hörbiger und seiner heute als wissenschaftlich widerlegt geltenden Welteislehre auseinander, der er sachliche Fehler und Irrtümer vorwarf.

## Werke
- Die Tektonik des Elsgaues (Berner Tafeljura), in: Berr. d. naturforsch. Ges. z. Freiburg i. Br. 20, 1913/14
- Die Entstehung eisenreicher Gesteine durch Halmyrolyse, in: Geologische Rundschau. 13, 1922
- Landoberflächen u. Täler d. Vogelsberges in der Pliozänzeit, ebd. 31, 1940
- Die Oxford-Tuffite der Insel Buru und ihre Fauna (Geolog. Ergebnisse d. Reisen K. Deningers in d. Molukken), in: Palaeontographica, Suppl. IV, 1923
- Argonnen u. Champagne (= Die Kriegsschauplätze 1914–18, geolog. dargest., H. 5), 1923;
- Geschichte der Geologie, 1925
- Die Schildkrötengattung Trionyx im Eozän von Messel bei Darmstadt und im aquitanischen Blättersandstein von Münzenberg in der Wetterau, in: Abhh. d. Hess. Geolog. Landesanstalt 8, H. 2, 1927
- Die fossilen Weichschildkröten (Trionychia), in: Geolog.-Paläontolog. Abhh. NF 16, 1929
- Die tektonische Entwicklung eines Schollengebirgslandes (Vogelsberg u. Rhön), in: Fortschritte d. Geol. u. Paläontol. 8, H. 24, 1929
- Oberflächennahe Intrusionen und Trümmerlaven in der südalpinen Mitteltrias, ebd. 11, 1932
- Grünerden Südtirols und sonstige halmyrolytisch Eisensilikate, in: Chemie d. Erde 6, 1931
- Sedimente indonesischer Süßwasserseen, in: Archiv f. Hydrobiol., Suppl.-Bd. 8, 1931
- Zur Stratigraphie und Faziesentwicklung der südalpinen Mitteltrias, in: Neues Jb. f. Mineral., Geol. u. Paläontol., Beil.-Bd. 68 B, 1932
- Trionychia fossilia, in: Fossilium Catalogus I Animalia, T. 52, 1932
- Das Problem der Halmyrolyse und seine Bedeutung für die Bildung von Erzlagerstätten, in: Berr. d. Freiberger Geolog. Ges. 14, 1933
- Schildkröten aus der mitteleozänen Braunkohle d. Geiseltales, in: Nova Acta Lopoldina NF 2, 1935